# Ashwick
Ashwick is een civil parish in het bestuurlijke gebied Mendip, in het Engelse graafschap Somerset met 1352 inwoners (2001).